# تک‌لایه

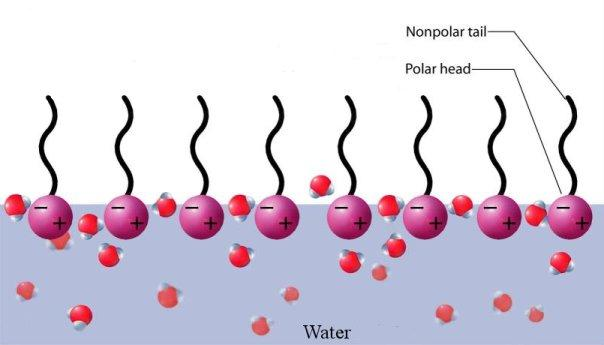
نمودار مولکول‌های هردوخواه شناور روی سطح آب.

تک‌لایه یک لایه منفرد و نزدیک به هم از اتم‌ها، مولکول‌ها، یا سلول‌ها است. در برخی موارد از آن به عنوان یک تک‌لایه‌های خودآرا یاد می‌شود. تک‌لایه‌های بلورهای لایه ای مانند گرافین و مولیبدن دی‌سولفید معمولاً مواد دوبُعدی نامیده می‌شوند.

## کاربردها
تک‌لایه‌ها هم در میان‌فازهای هوا-آب و هم در میان‌فازهای هوا-جامد کاربردهای زیادی دارند.
تک‌لایه‌های نانوذره را می‌توان برای ایجاد سطوح کاربردی که به عنوان مثال خواص ضد انعکاس یا ابرآب‌گریز (به انگلیسی: superhydrophobic) دارند، استفاده کرد.